# 王永忠 (1965年)
王永忠（1965年10月—），贵州册亨人，中华人民共和国政治人物。

## 生平
1987年7月参加工作。1987年3月，加入中国共产党。历任册亨县秧坝区乃言乡政府工作员、秧坝乡党委副书记，秧坝镇党政办主任，县政府办督查科科长、秘书股股长、办公室副主任，团县委书记，县政府办主任。2003年，担任册亨县水利局党组书记、局长，县委常委兼县水利局党组书记、局长等职。后任册亨县委常委、册亨县副县长。2016年12月，当选贵州省黔西南州人大常委会主任。